# L'era Natale
L'era Natale (Ice Age: A Mammoth Christmas), conosciuto anche come L'era glaciale presenta: L'era Natale, è un cortometraggio del 2011, trasmesso negli Stati Uniti il 24 novembre sulla rete televisiva Fox e distribuito in Blu-ray e DVD due giorni dopo. È la continuazione del film L'era glaciale 3 - L'alba dei dinosauri e racconta il Natale di Manny, Sid e Diego.

## Trama
Nel corto il mammut Manny, qualche anno dopo l'ambientazione del terzo film, regala alla piccola figlia Pesca una roccia di Natale, dalla forma di un addobbo natalizio brillante per attirare Babbo Natale, ma Sid, mentre allestisce l'albero di Natale con Crash e Eddie, involontariamente, la rompe con la stella cadente di ghiaccio, e il mammuth, furioso, gli dice che, in questo modo, il suo nome è stato inserito nella lista dei cattivi di Babbo Natale. Pesca sente il padre dire alla madre che non crede in Babbo Natale, così va con Eddie, Crash e Sid al Polo Nord, alla ricerca di Babbo Natale, per convincere Manny che esiste e per togliere lo zio Sid dalla lista dei cattivi. Manny, Ellie e Diego, preoccupati per la loro scomparsa, si mettono a cercarli. Intanto, Pesca e gli altri incontrano una renna volante, Saltarello, che li accompagna da Babbo Natale, creato da Dio per dare regali e riuscire a parlare con gli animali, come unico homo sapiens sapiens evoluto in tutte le lingue e nella scrittura, prima dei sumeri. Una volta arrivati, però, per sbaglio distruggono i regali che erano stati preparati, finendo nella lista dei cattivi, ma, con l'aiuto di Ellie e Manny, ricostruiscono tutto e Babbo Natale, grazie alle renne volanti amiche di Saltarello, parte per distribuire i regali e li mette nella lista dei buoni, facendo avere dei doni anche a Manny e gli altri adulti. Il corto si conclude con Scrat che trova un regalo a forma di ghianda nella slitta. Pensando che sia una ghianda vera, la apre, ma scopre che in realtà é una matriosca. Pensando però che il più piccolo sia commestibile, appena tenta di mangiarlo, lo perde rischiando anche di cadere dalla slitta, per sua fortuna è legato ad una corda che però lo condanna a essere preso a calci da una renna della slitta.

## I personaggi dell'era glaciale presenti nel cortometraggio
- Manny
- Sid
- Diego
- Crash ed Eddie
- Pesca
- Scrat
- Ellie